# Тугурский залив
Тугу́рский зали́в — залив в юго-западной части Охотского моря.
Административно относится к Тугуро-Чумиканскому району Хабаровского края.
Длина залива — 75 км, ширина у входа — 37 км, глубина до 25 м, площадь бассейна 1800 км². Залив покрыт льдом с октября по июнь. Средняя величина прилива на входе в залив — 4,74 м.
В залив впадает река Тугур и Кутын. Отделён от залива Академии Тугурским полуостровом. К северу от залива расположены Шантарские острова.

## Проект приливной электростанции
Существует проект строительства Тугурской приливной электростанции (ПЭС) с перекрытием Тугурского залива.
Прилив в заливе носит близкий к правильному полусуточному характер, глубина позволяет разместить 1360 однотипных агрегатов.
Установленная мощность ПЭС — 7980 МВт, годовая выработка электроэнергии — 20 млрд кВт·ч. Общая годовая выработка может составить 27,6 ТВт·ч, а мощность 10,3 ГВт.
Проект потребует 15 млн м³ бетона и продлится 11 лет.
По словам врио губернатора Хабаровского края Михаила Дегтярёва, электростанция будет источником энергии для проектируемого завода по производству водорода.